# إميليانو موريتي
إميليانو موريتي (بالإيطالية: Emiliano Moretti)‏، (مواليد روما في 11 يونيو 1981)، لاعب كرة قدم إيطالي.
بدأ مسيرته الكروية مع نادي لوديجياني، وفي عام 2000 انتقل إلى نادي فيورنتينا، ولعب معهم حتى عام 2002، وشارك معهم في 37 مباراة، وفي موسم 2002/2003 انتقل إلى نادي يوفنتوس، ولعب معهم 8 مباريات، وأعير في عام 2003 إلى نادي مودينا، ولعب معهم 9 مباريات، وفي موسم 2003/2004 انتقل إلى نادي بارما، وأعير في نفس الموسم إلى نادي بولونيا، ولعب معهم 32 مباراة، ومنذ عام 2013 وهو يلعب مع نادي تورينو الإيطالي.

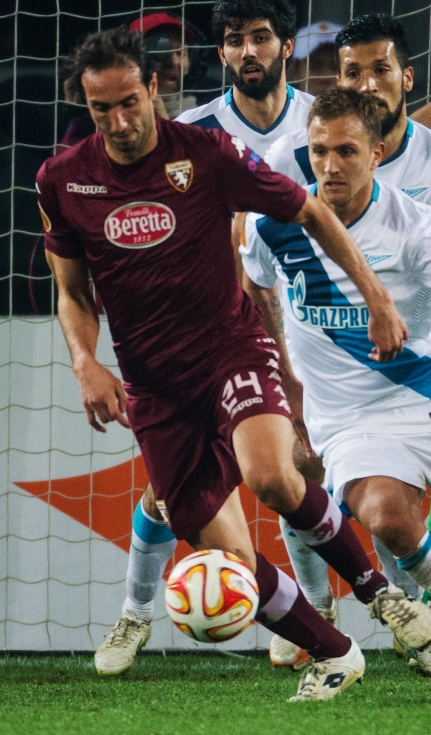
موريتي مع تورينو ضد زينيت سانت بطرسبرغ الروسي

## روابط خارجية
- إميليانو موريتي على موقع الاتحاد الأوربي (الإنجليزية)
- إميليانو موريتي على موقع قاعدة بيانات كرة القدم.إي يو (الإنجليزية)
- إميليانو موريتي على موقع ناشيونال فوتبول تيمز (الإنجليزية)
- إميليانو موريتي على موقع Soccerway.com (الإنجليزية)
- إميليانو موريتي على موقع عالم كرة القدم.نت (الإنجليزية)
- إميليانو موريتي على موقع كووورة
- إميليانو موريتي على موقع أوليمبيديا (الإنجليزية)
- إميليانو موريتي على موقع اللجنة الأولمبية الإيطالية (الإيطالية)
- إميليانو موريتي على موقع AS.com (الإسبانية)